# Ernesto Augusto Gomes de Sousa
Ernesto Augusto Gomes de Sousa foi um administrador colonial português que exerceu por duas o cargo de forma interina de Governador-Geral da Província de Angola, a 1.ª em 1906, tendo sido antecedido pelo 2.º mandato de António Duarte Ramada Curto e sucedido pelo também 2.º mandato de Eduardo Augusto Ferreira da Costa. A segunda foi em 1907 após o 2º mandato de Eduardo Augusto Ferreira da Costa. Foi desta feita antecedido por Henrique Mitchell de Paiva Couceiro.